# Sortbjerg Mose
Sortbjerg Mose (dansk) eller Schwarzberger Moor (tysk) er et omtrent 18 ha stor fredet naturområde bestående af en højmoser, lavmoser, hedestrækninger og indlandsklitter beliggende syd for den dansk-tyske grænse ved landsbyen Vestre (Ladelund Sogn). Mod syd og vest findes der også store skovstrækninger, som forbinder området med Svanemose og indlandsklitterne ved Sønder Løgum. Området med dets varierede og karakteristiske mosevegetation er et vigtigt levested for både planter og fugle. Der findes forskellige plantearter i Sortbjerg Mose såsom  tørvemos, blåtop-græser, klokkelyng og hedelyng. Området er fredet siden 1984.